# آرتر لوندكفيست
آرتر نيلس لوندكفيست (بالسويدية: Artur Nils Lundkvist) كاتب وشاعر وناقد ومترجم سويدي. عضو الأكاديمية السويدية منذ سنة 1968.
ألف لوندكفيست حوالي 80 كتاباً، وترجمت أعماله إلى ما يقارب 30 لغة، كما ترجم هو الكثير من الأعمال الأدبية من الإسبانية والفرنسية إلى اللغة السويدية، وبعض الأدباء الذين ترجم أعمالهم حصلوا لاحقاً على جائزة نوبل للأدب.

## سيرته
ولد ونشأ في بيئية ريفية وكان يشعر نفسه منبوذاً بسبب حبه للآداب. ترك المدرسة في سن العاشرة وبعدها علم نفسه بنفسه. انتقل إلى ستوكهولم وهو في العشرين من عمره.
نشر كتاب قصائده الأول، Glöd («الجمر»، 1928)، ثم Svart stad («المدينة السوداء»، 1930). وباقتراب الحرب العالمية الثانية صارت أعمال لوندكفيست تتصف بالتشاؤمية والتوق إلى شكل جديد من تضامن الناس.
حصل في سنة 1977 على جائزة الإكليل الذهبي.
قدم لوندكفيست، من خلال نقده ومقالاته وترجماته، للقارئ السويدي من الآداب الأجنبية أكثر مما قدمه أي أديب أو ناقد سويدي آخر.

## نشاطه السياسي
كان لوندكفيست خلال الحرب الباردة من أنصار ما يسمى «الموقف الثالث» (بالسويدية: tredje ståndpunkten) الداعي إلى الموقف الحيادي في الصراع بين القوتين العظميين.
في خمسينات وستينات القرن العشرين كان له ميول إلى المجموعات السويدية اليسارية، وفي سنة 1958 حصل على جائزة لينين للسلام، إلا أن ذلك لم يسلبه رأيه المستقل في شتى القضايا السياسية؛ فعلى سبيل المثال، ندد لوندكفيست بتدخل قوات حلف وارسو في تشيكوسلوفاكيا في سنة 1968.
كان لوندكفيست يهوى السفر وزار بلاداً كثيرة في شتى أنحاء العالم، وقدمت كل سفرة له مادة لتأليف كتاب؛ وكان يسعى في هذه الكتب إلى إدراك الجديد مما يحدث في حياة مختلف شعوب العالم.

## روابط خارجية
- آرتر لوندكفيست على موقع IMDb (الإنجليزية)
- آرتر لوندكفيست على موقع الموسوعة البريطانية (الإنجليزية)
- آرتر لوندكفيست على موقع ميوزك برينز (الإنجليزية)
- آرتر لوندكفيست على موقع ديسكوغز (الإنجليزية)
- آرتر لوندكفيست على موقع قاعدة بيانات الفيلم (الإنجليزية)